# Тилля-тепе
Тилля-тепе (перс. طلا تپه‎, с перс. — «золотой холм») — холм около современного города Шибаргана в Афганистане с остатками следов древних сооружений. Это было наиболее древнее поселение всего Шибарганского района. Оно возникло около трёх тысяч лет назад.
Холм Тилля-тепе представляет собой руины монументального сооружения, видимо храма, построенного в конце II тысячелетия до н. э. Обнаруженная кирпичная платформа шестиметровой высоты обнесена мощной оборонительной стеной с круглыми башнями. Внутри постройка разделена массивной стеной на два многоколонных зала с алтарём (?) в центре одного из них. Несколько раз храм перестраивался и видоизменялся, пока к середине I тысячелетия до н. э. не был сожжен. К IV в. до н. э., когда в Бактрию вступили войска Александра Македонского, этого храма уже не существовало.
Раскопки Тилля-тепе в 1969—1979 годах производила советско-афганская археологическая экспедиция под руководством Виктора Сарианиди. В 1978 году при раскопках кушанских царских захоронений I века до н. э. были найдены многочисленные золотые предметы — так называемое Бактрийское золото.

## Галерея
- Украшения для одежды
- Браслеты
- Декоративные звёзды. Гробница I
- Афродита и Эрот. Гробница II, Тилля-тепе
- Путто верхом на рыбе, Тилля-тепе. Гробница II
- Кольца от Тилля-тепе; левая представляет сидящую Афину. Гробница II
- Ожерелье. Гробница II
- «Короли с драконами». Гробница II
- Мужчины в доспехах, в греческом боевом снаряжении. Гробница III
- «Акинаки» — декорированные кинжалы. Гробница IV
- Дионис и Ариадна верхом на льве. Гробница VI
- Серьги. Гробница VI